# Брус (Могилёвская область)
Брус (бел. Брус) — деревня в Шкловском районе Могилёвской области Белоруссии. Входит в состав Старошкловского сельсовета.

## География
Деревня расположена в 6 километрах к юго-западу от Шклова, в 46 от Могилёва, в 4 километрах от железнодорожной станции Шклов на линии Могилёв — Орша. Транспортная связь по трассе Шклов — Круглое.

## История
Деревня основана в 1920-х годах переселенцами из соседних деревень. С 20 августа 1924 по 26 июля 1930 года в Шкловском районе Могилёвского округа. В 1930-х годах жители вступили в колхоз. С 20 февраля 1938 года в составе Могилевской области.
В Великую Отечественную войну с июля 1941 года до 27 июня 1944 года Брус был оккупирован немецко-фашистскими захватчиками.
В 1991 году в составе колхоза «Правда» (центр — д. Заровцы). В 2007 — ЗАО «Шкловский агросервис».

## Население
- 1991 год — 11 дворов, 22 жителя
- 1997 год — 5 дворов, 15 жителей
- 2007 год — 5 дворов, 11 жителей
- 2009 год — 5 жителей (согласно переписи)